# Węgierskie serce
Węgierskie serce – polski film dokumentalny z 2012 przedstawiający losy polskich uchodźców na Węgrzech w okresie II wojny światowej oraz udzieloną im pomoc władz i społeczeństwa węgierskiego.